# Keian
Keian (japanska: 慶安?, Keian), 15 februari 1648–18 september 1652, är en period i den japanska tideräkningen under kejsare Go-Kōmyōs regering. Shoguner är Tokugawa Iemitsu och Tokugawa Ietsuna.

## Etymologi
Perioden lär ha startats enbart för att namnet på föregående period, Shōhō, företog en viss likhet med Shōbō, vilket skulle kunna skrivas "bränna(s) till döds" (焼亡). Det nya periodnamnet hämtades från ett citat ur det kinesiska verket Förvandlingarnas bok.

## Viktiga händelser
Under Keianupproret (japanska: 慶安の変?, Keian-no-hen) år keian 4 (1651) slog flera ronin, herrelösa samurajer, till i en samtidig och välorganiserad attack mot olika strategiskt viktiga fästen, i ett försök att störta shogunatet. Upproret misslyckades, men var ett tydligt tecken på missnöjet som pyrde bland landets ronin. Upproret har gett upphov till flera böcker och pjäser, bland annat kabukipjäsen Keian Taiheiki av Kawatake Mokuami.
År keian 5 (1652) ges Nihon Ōdai Ichiran, den första japanska publikation att spridas till Europa, ut i Japan.